# ديابة

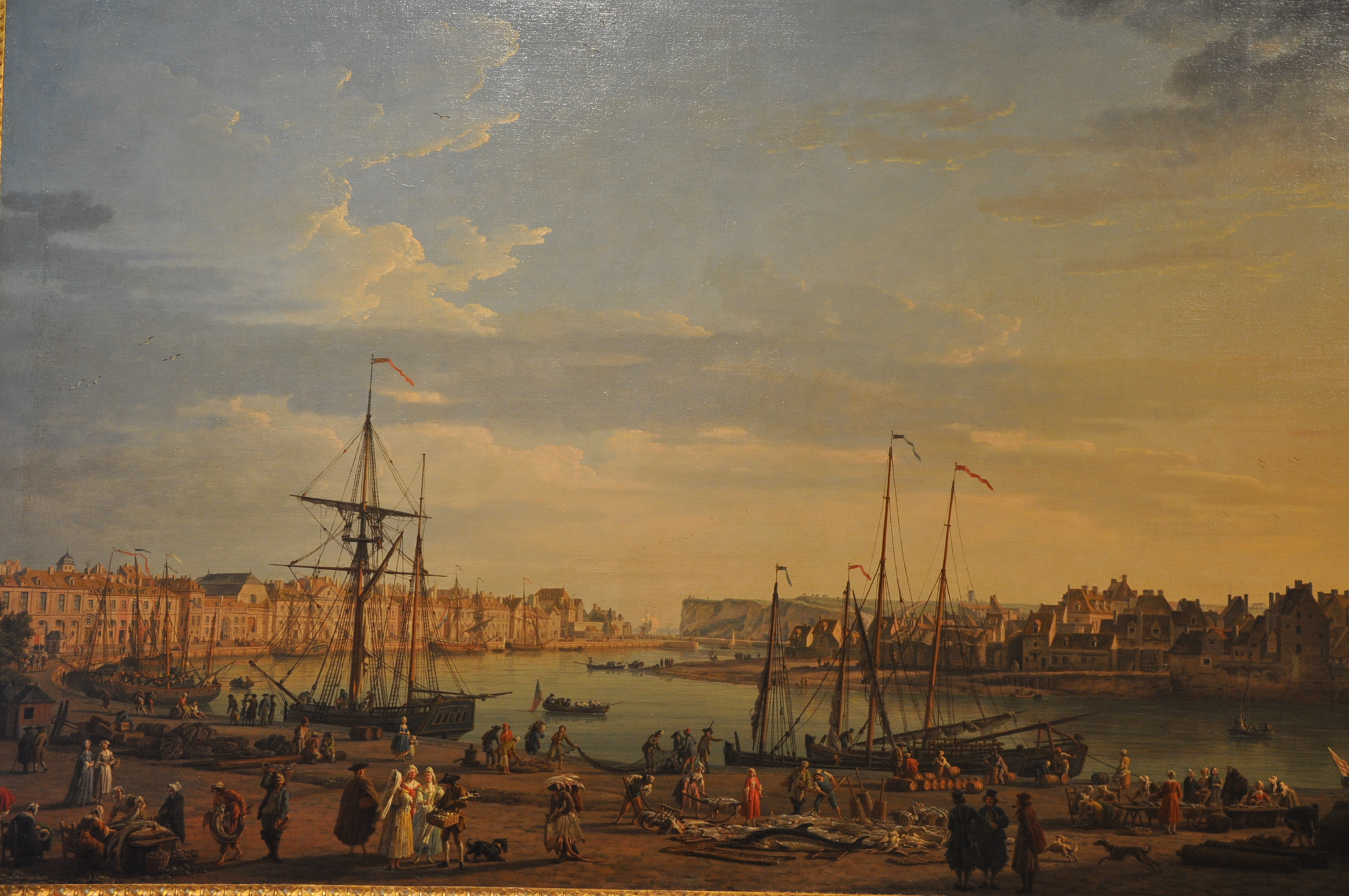
رسم لميناء ديابة في 1765 من طرف الرسام هوراس فرني

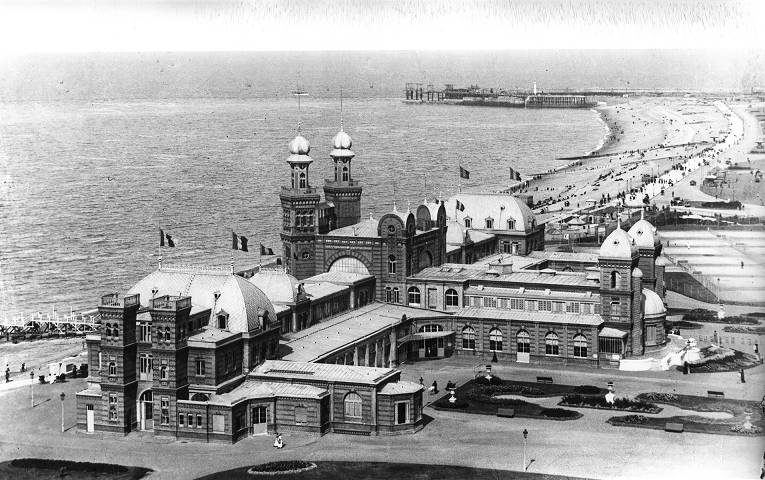
الكازينو الموري لديابة والذي تم بناءه في 1823

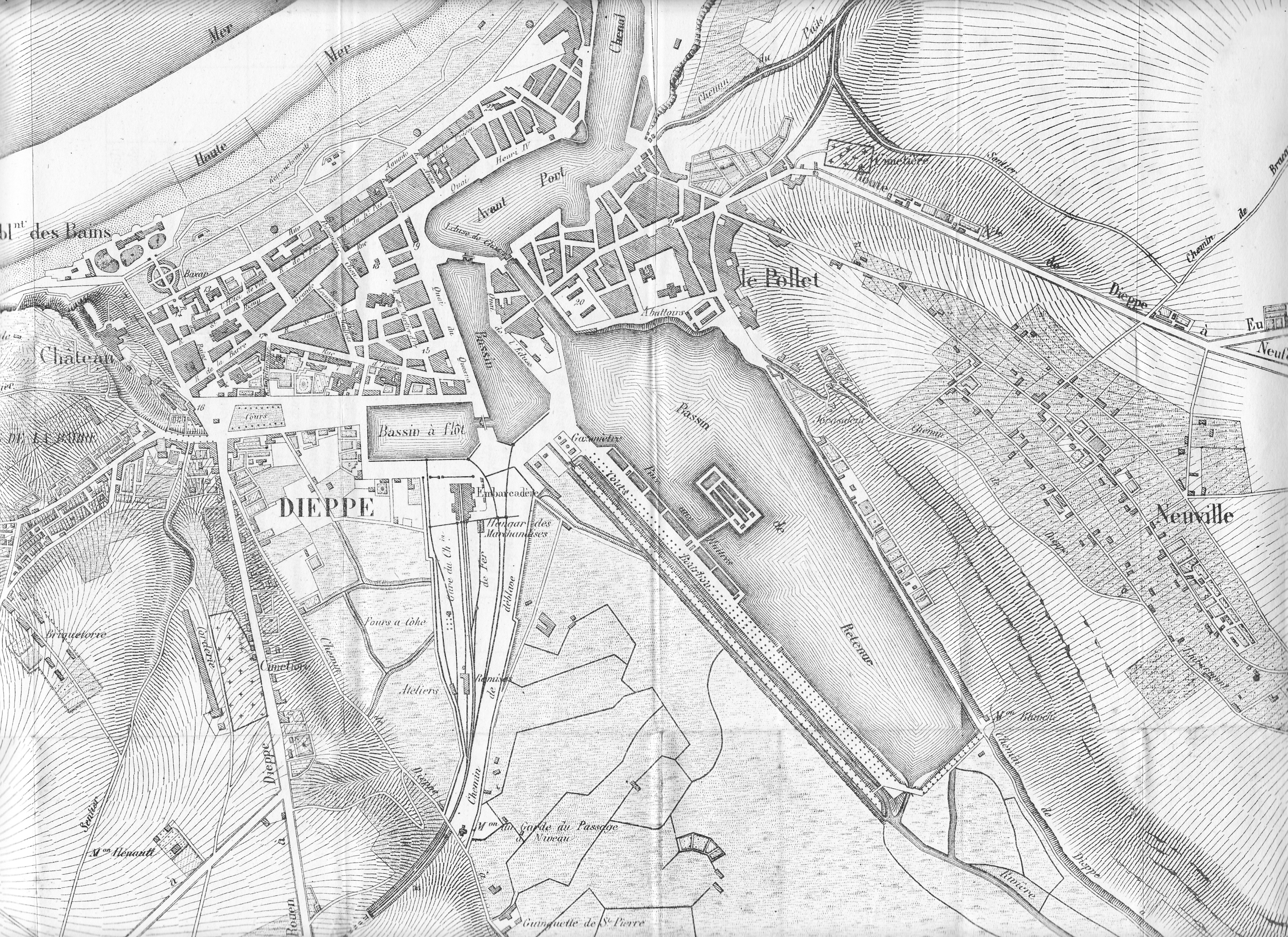
مخطط مدينة ديابة في 1855 يظهر السكك الحديدية

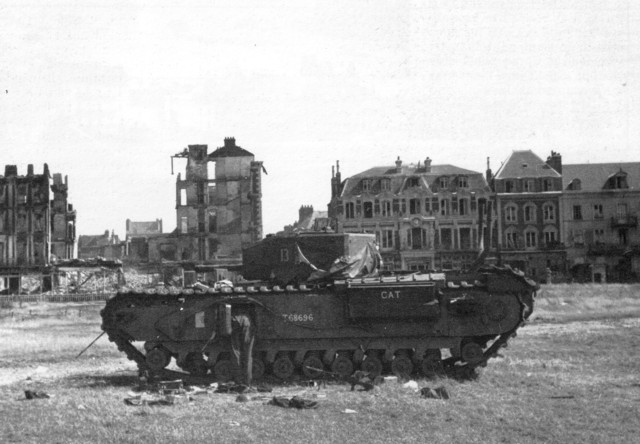
بقايا دبابة كندية امام الفندق الكبير بعد فشل انزالهم في 19 اوت 1942

ديابة أو ذيابة أو دييب هي بلدية فرنسية تابعة لإقليم  السين البحرية بمنطقة نورماندي بشمال فرنسا.
ذكرها الادريسي: «ومدينة ديابة مدينة عامرة على البحر وبها إرساء وإقلاع وإنشاء مراكب للسفر»

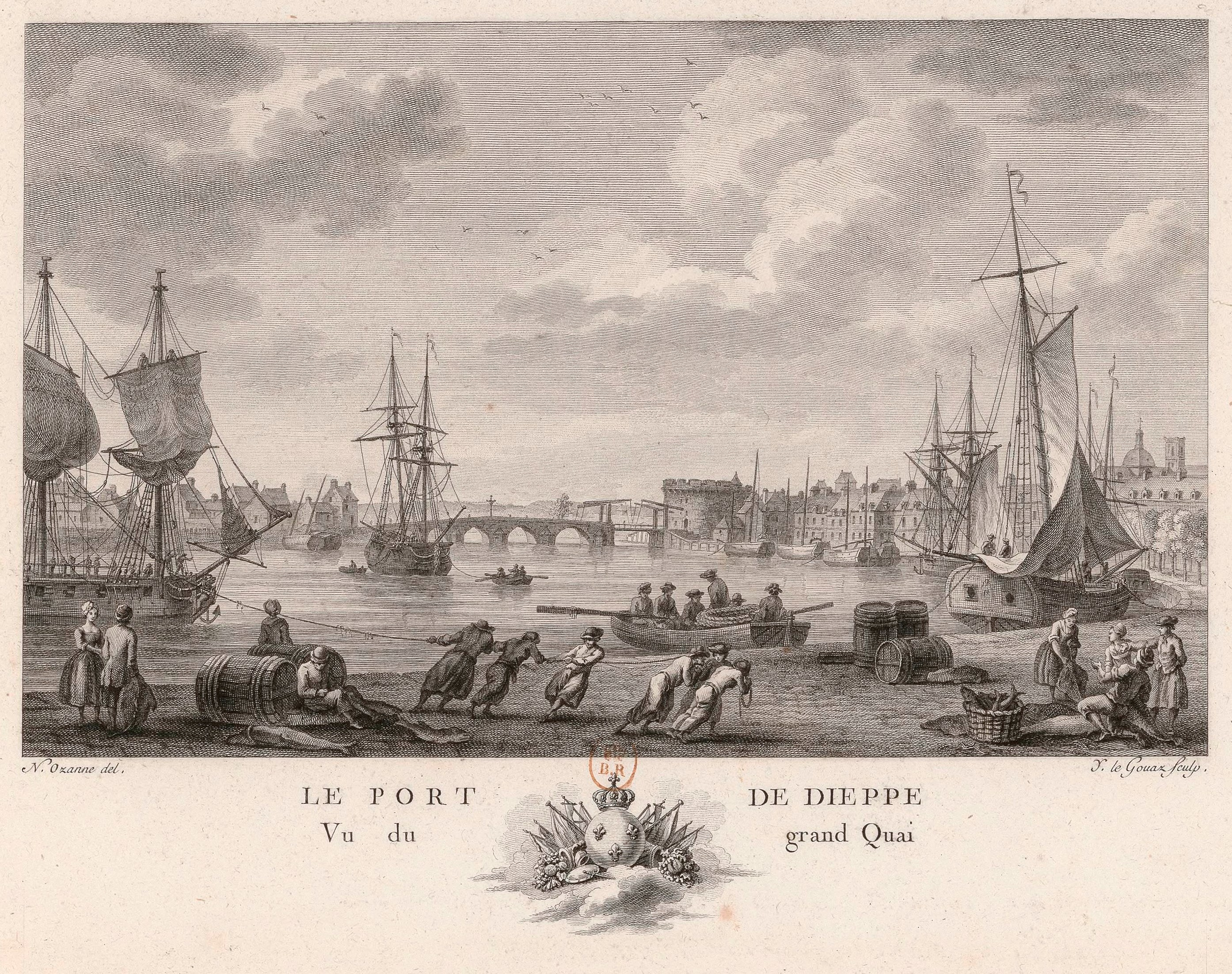
منظر لميناء ديابة قبل القرن 18

ان مدينة ديابة ذات الموانئ الاربع تقع في بلاد كو على بعد 170 كم من باريس في مصب نهر الآرك والذي يصب في بحر المانش ولذلك فموقعها ضمن الحوض العميق للآرك كما انها تقع قرب بعض المنتجعات السياحية.
ذكر اسم المدينة في القرن الحادي عشر وهو منقول عن التسمية الانجلوسكسونية لنهر الارك في هذه المنطقة وهذاربما مشتق من اللغة الانجلوسكسونية ديوب ويعني العميق أو من النورية ديوبر بنفس المعنى.

ظل نهر ديابة يقسم المدينة إلى قسمين إلى شرقية وغربية هذه المنطقة وصلها الرومان مع يوليوس قيصر في -52 ق م وبنو في جوارها تحصينات وفي 910 وصل الفايكنغ إلى مصب نهر الارك وسموه ديوبر. في 1066 قام النورمان ببناء المدينة والموانئ. في 1195 قام الملك الفرنسي فيليب اوغست بهدم المدينة 1197 الملك ريتشارد قلب الاسد يقدم المدينة للاسقفية الكبرى في روان

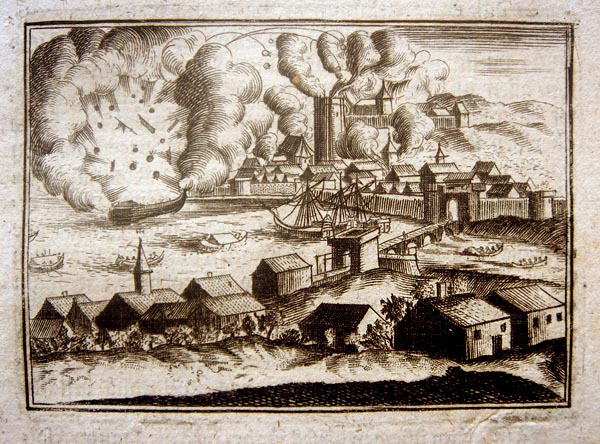
قنبلة الاسطول الإنجليزي الهولندي لميناء ديابة في 1694-صورة مرسومة في 1701

## المناخ
يظهر الجدول التالي التغييرات المناخية على مدار السنة لديابة:
| البيانات المناخية لـدييب                                      | البيانات المناخية لـدييب | البيانات المناخية لـدييب | البيانات المناخية لـدييب | البيانات المناخية لـدييب | البيانات المناخية لـدييب | البيانات المناخية لـدييب | البيانات المناخية لـدييب | البيانات المناخية لـدييب | البيانات المناخية لـدييب | البيانات المناخية لـدييب | البيانات المناخية لـدييب | البيانات المناخية لـدييب | البيانات المناخية لـدييب |
| الشهر                                                         | يناير                    | فبراير                   | مارس                     | أبريل                    | مايو                     | يونيو                    | يوليو                    | أغسطس                    | سبتمبر                   | أكتوبر                   | نوفمبر                   | ديسمبر                   | المعدل السنوي            |
| ------------------------------------------------------------- | ------------------------ | ------------------------ | ------------------------ | ------------------------ | ------------------------ | ------------------------ | ------------------------ | ------------------------ | ------------------------ | ------------------------ | ------------------------ | ------------------------ | ------------------------ |
| الدرجة القصوى °م (°ف)                                         | 16.4 (61.5)              | 19.4 (66.9)              | 23.8 (74.8)              | 27.6 (81.7)              | 31.9 (89.4)              | 34.2 (93.6)              | 40.1 (104.2)             | 36.1 (97.0)              | 32.4 (90.3)              | 27.4 (81.3)              | 21.0 (69.8)              | 16.9 (62.4)              | 40.1 (104.2)             |
| متوسط درجة الحرارة الكبرى °م (°ف)                             | 7.5 (45.5)               | 7.9 (46.2)               | 10.3 (50.5)              | 12.3 (54.1)              | 15.4 (59.7)              | 17.9 (64.2)              | 20.1 (68.2)              | 20.7 (69.3)              | 18.9 (66.0)              | 15.6 (60.1)              | 11.1 (52.0)              | 7.9 (46.2)               | 13.8 (56.8)              |
| متوسط درجة الحرارة الصغرى °م (°ف)                             | 2.8 (37.0)               | 2.6 (36.7)               | 4.5 (40.1)               | 5.8 (42.4)               | 9.0 (48.2)               | 11.8 (53.2)              | 13.9 (57.0)              | 14.0 (57.2)              | 11.9 (53.4)              | 9.4 (48.9)               | 6.0 (42.8)               | 3.4 (38.1)               | 8.0 (46.4)               |
| أدنى درجة حرارة °م (°ف)                                       | −16.4 (2.5)              | −16.6 (2.1)              | −9.4 (15.1)              | −3 (27)                  | 0.0 (32.0)               | 1.8 (35.2)               | 5.8 (42.4)               | 4.6 (40.3)               | 1.2 (34.2)               | −3.3 (26.1)              | −8 (18)                  | −11 (12)                 | −16.6 (2.1)              |
| الهطول مم (إنش)                                               | 65.8 (2.59)              | 51.5 (2.03)              | 56.7 (2.23)              | 56.6 (2.23)              | 60.6 (2.39)              | 58.6 (2.31)              | 54.7 (2.15)              | 57.0 (2.24)              | 69.9 (2.75)              | 89.8 (3.54)              | 89.2 (3.51)              | 87.8 (3.46)              | 798.2 (31.43)            |
| متوسط أيام هطول الأمطار                                       | 12.3                     | 10.1                     | 11.3                     | 10.1                     | 10.1                     | 9.3                      | 8.8                      | 8.7                      | 10.3                     | 12.4                     | 13.6                     | 13.4                     | 130.5                    |
| متوسط الأيام المثلجة                                          | 2.1                      | 2.4                      | 1.5                      | 0.4                      | 0.0                      | 0.0                      | 0.0                      | 0.0                      | 0.0                      | 0.0                      | 0.5                      | 1.4                      | 8.3                      |
| متوسط الرطوبة النسبية (%)                                     | 85                       | 84                       | 82                       | 82                       | 83                       | 84                       | 83                       | 82                       | 82                       | 83                       | 85                       | 85                       | 83.3                     |
| المصدر #1: Météo France                                       |                          |                          |                          |                          |                          |                          |                          |                          |                          |                          |                          |                          |                          |
| المصدر #2: Infoclimat.fr (humidity and snowy days, 1961–1990) |                          |                          |                          |                          |                          |                          |                          |                          |                          |                          |                          |                          |                          |

## توأمة
لديابة (السين البحرية) اتفاقيات توأمة مع كل من:
- برايتون
- Dieppe, New Brunswick [الإنجليزية]‏
- لوكنفالده
- غريمسبي [الإنجليزية]‏

## أعلام
- أغنس هامبرت
- ألكسندر دوما
- تشارلز ماير
- برونو براكيه
- أنطوان دانييل
- أنتوان ديفو
- ألبرت كليمنت
- أدولف دوماس
- غوين جون
- ماري أوديت